# Enantema
L'enantema è il termine che definisce un rash localizzato alle mucose.

## Etimologia
La parola deriva dal greco en dentro e anthemon, fiore.

## Clinica
Si possono osservare macchie rosse di grandezza variabile presenti nella mucosa.

## Eziologia
Si evidenzia generalmente nelle malattie esantematiche, specialmente nel morbillo, nella scarlattina e nella varicella. Può anche essere caratteristico di una reazione di ipersensibilità, o presentarsi durante la comparsa dell'esantema.